# 江門市新會新福利巴士
江門市新會新福利巴士服務有限公司，坊間常稱之為新福利、新福利巴士、新会新福利、是新会其中一家巴士專營公司、新福利集團旗下公司，擁有全新会最大車隊。
新福利的前身為新会公共汽車有限公司，於1996年創立，在1999年7月被澳门新福利集團收购，成立了新会市新福利巴士服务有限公司并服務至2010年。是廣東省首家獨資外資公交企業。2002年新会撤市改区后，於2004年改名为江門市新會新福利巴士服務有限公司。原新会公司總部設於冈州大道西8号，现有营运车辆108辆，營運路線共23條，覆蓋会城、江门、大泽、双水、三江、睦洲、大鳌、古井、沙堆、莲洲等镇。

## 歷史
1999年7月，新会市新福利巴士有限公司正式成立，由新会政府招标引资，是新會獨家公共交通運輸企業，亦是广东省首家獨資外資公交企業，接管原新会市公共汽车有限公司的5条线路，購入20辆珠江GZ6100S型大客車，并将1号线“劳动大学—茶坑”改为“金沙—大洞”，2号线“河口—江咀”改为“金沙—江咀”，3号线“金沙—农药厂”；5号线“梅江—同和”维持不变，取消4号线“环市专线”，票价全部均为1元。10月，新福利開通6号线“金沙—南坦”；7号线“玉湖—梅江”；8号线“金沙—东甲”三条线路，票价均为1元。
2001年1月，1号线终点站延长至三江，票价升至2元。5月，6号线的起点站改由从东侯出发。2002年5月，新福利開通9号线“中心南—七堡德昌”“中心南—七堡冲那”线路，票价为1.5元。2003年1月25日，2号线终点站延长至江门人人乐，票价维持不变。5月，购入两辆空调大巴和8辆空调中巴。7月22日，3号线终点站延长至滑草场，票价1元维持不变。9月，购入25辆空调中巴。9月30日，新福利開通11号线“中心南—双水富美”、16号“中心南—上淩”線路，票价分别为5元和4元。10月，新福利购入47辆空调中巴，開通10号線“中心南—雙水”、12号线“中心南—睦洲”、13号线“中心南—沙堆梅阁”、15号线“中心南—大鰲”四条線路。票价分别为2.5元、4.5元、6.5元、5元。

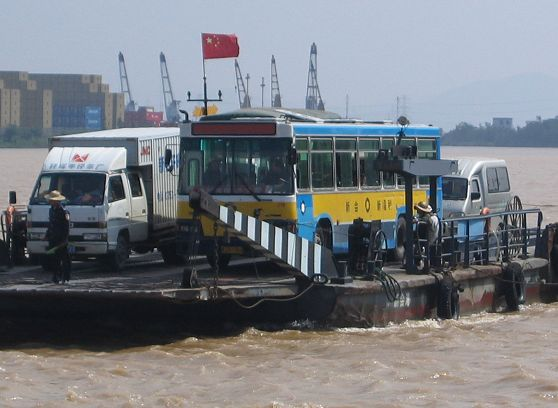
新會新福利15路过渡西江

2004年7月，取消7号线。2005年，1号线票价升至3元。2006年7月，15号线“中心南—大鰲”改为“东侯—大鰲”，票价维持不变。12月8日，新福利購入六辆空調雙門宇通新車，开通7路“帝临南路—五堡”、17路“睦洲—龍泉”、19路“中心南—塔嶺”三条线路。票价分别为3元、2元、5元。2007年8月28日，开通18路“睦洲—黃布”线路，票价2元。9月1日，尚雅学校新址正式启用，开通四条专线接载学校学生。9月18日，5路终点站由梅江延伸至金碧湾，票价维持不变。
2008年1月1日，11路、16路线路，分别延伸至沙路和蓢头，票价维持不变。2月14日，开通“睦洲—莲腰”线路，票价2元。6月14日，莲腰大桥被一艘货船撞至移位，需要封桥，“睦洲—莲腰”线路取消。12月16日，2、3、5、8等线路票价由1元加至1.5元。2009年1月10日，新会新汽车总站启用，7、8、9、10、11、12、13、15、16等线路始发站改由新汽車總站发车，并开通“舊車站↔新車站”专线车，票价1.5元。9月30日，18路终点站延长至斗门莲溪.
2010年6月11日，广东省江门市汽运集团有限公司全盘收购该公司。
2011年11月14日，江门市新会新福利巴士服务有限公司和新会汽车总站公交线路并入广东省江门市汽运集团有限公司新会公共汽车分公司。

## 车型

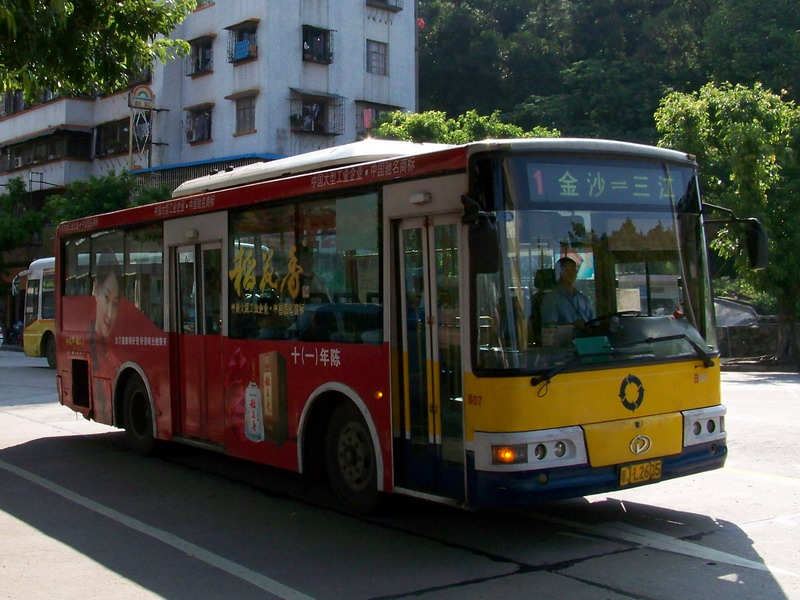
新福利雙門空调大巴
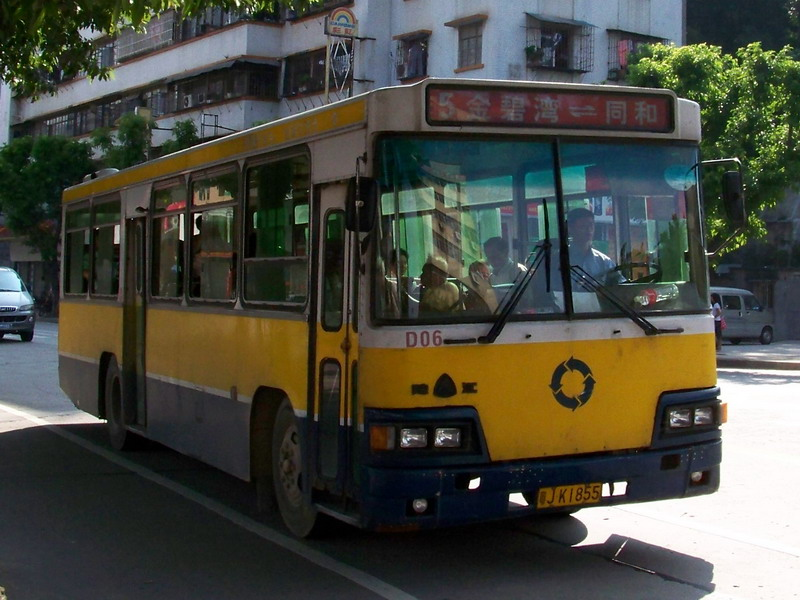
新福利珠江大巴
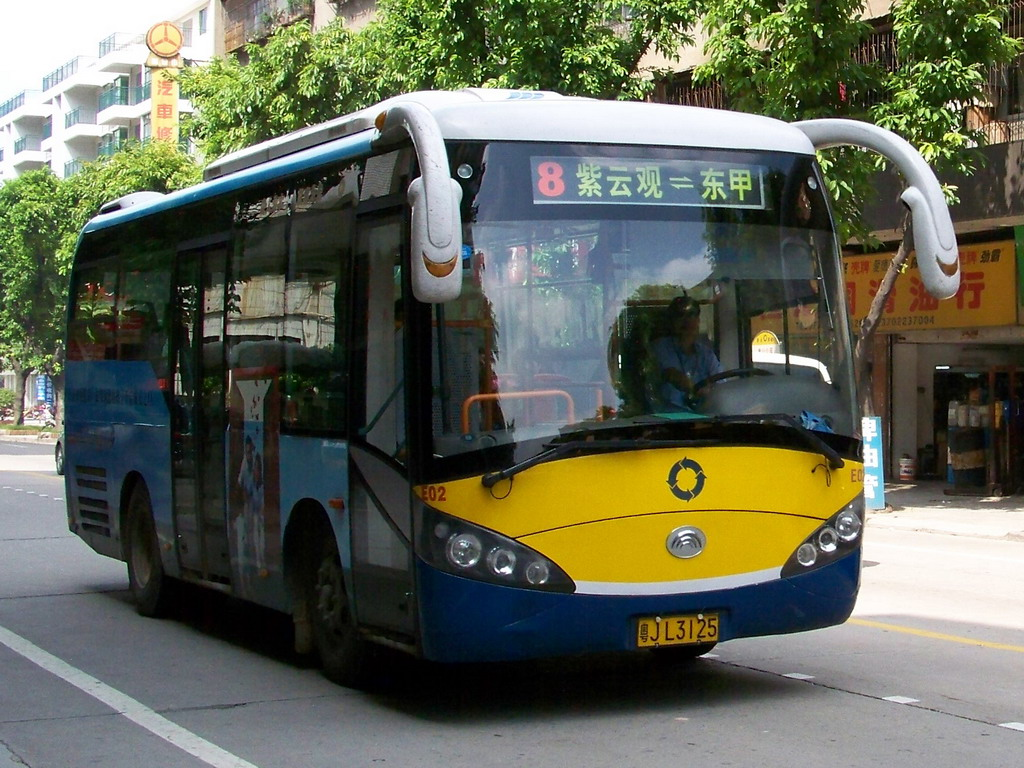
新福利宇通中巴
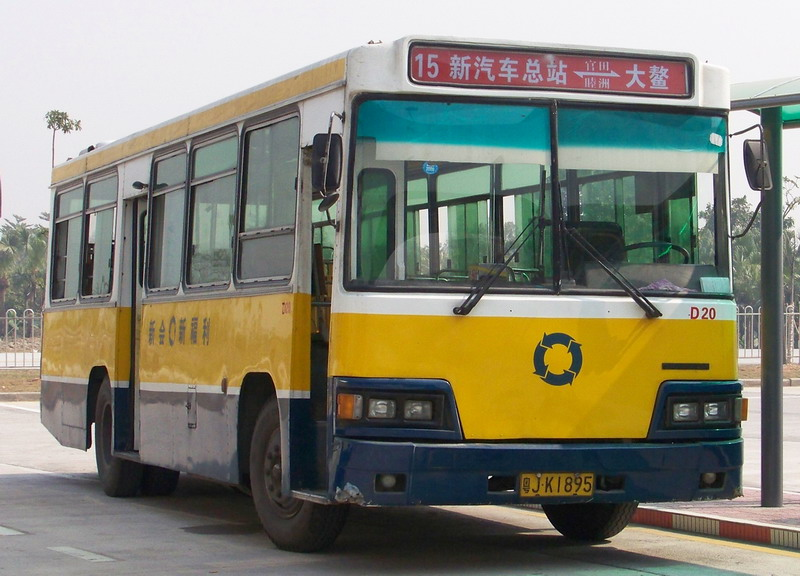
停在新会汽车总站的15号车，是新会其中一条搭渡轮过西江的线路

## 巴士路線
| 路线号 | 起訖點                    | 全程收費 | 班次      | 服务时间                                                   | 备注                                             |
| ------ | ------------------------- | -------- | --------- | ---------------------------------------------------------- | ------------------------------------------------ |
| 1      | 金沙广场↔三江             | ￥3      | 10-15分钟 | 金沙：5：45—22：00 三江：6：20—22：45                      | 60—64岁长者半价 65岁以上长者免费                 |
| 2      | 金沙广场↔江门人人乐       | ￥1.5    | 8-10分钟  | 金沙：5：45—22：00 人人乐：6：00—22：40                    | 同上                                             |
| 3      | 金沙广场↔滑草场           | ￥1.5    | 12-15分钟 | 金沙：6：00—21：30 滑草场：6：30—22：07                    |                                                  |
| 5      | 同和↔金碧湾               | ￥1.5    | 24分钟    | 同和：6：00—20：00 金碧湾：6：00—20：30                    | 尾班车为“李苑—新车站”21:30双向对开               |
| 6      | 东候↔南坦                 | ￥1.5    | 60分钟    | 东候：6：30—19：30 南坦：6：00—20：00                      | 南坦尾班车到金沙止                               |
| 7      | 东候↔五堡                 | ￥3      | 一日一班  | 东候：12:00 五堡：12:45                                    |                                                  |
| 8      | 新汽车总站↔金沙（紫云观） | ￥1.5    | 25分钟    | 金沙：6：00—21：30 东甲：6：35—22：00                      | 往紫云观一小时一班                               |
| 9      | 新汽车总站↔七堡           | ￥2.5    | 20-30分钟 | 汽车站：6：00—21：00 德昌：6：20—21：40 冲那：6：40—20：00 |                                                  |
| 10     | 新汽车总站↔双水           | ￥3      | 10-15分钟 | 汽车站：5：50—22：00 双水：6：00—22：40                    |                                                  |
| 11     | 新汽车总站↔沙路           | ￥5      | 30分钟    | 汽车站：6：00—21：00 沙路：6：00—22：10                    |                                                  |
| 12     | 新汽车总站↔睦洲           | ￥4.5    | 30分钟    | 汽车站：5：55—21：00 睦洲：6：15—22：00                    |                                                  |
| 13     | 新汽车总站↔梅阁           | ￥7      | 15-30分钟 | 汽车站：6：00—21：00 梅阁：6：00—21：00                    | 往南门桥一日4班                                  |
| 15     | 新汽车总站↔大鳌           | ￥5      | 30分钟    | 汽车站：6：00—20：00 大鳌：6：30—21：30                    | 新福利首条搭渡轮过江路线。                       |
| 16     | 新汽车总站↔蓢头           | ￥4      | 30分钟    | 汽车站：6：00—20：00 蓢头：6：30—21：00                    |                                                  |
| 17     | 帝临南路↔塔岭             | ￥5      | 一日一班  | 帝临南：12：00 塔岭：13：00                                |                                                  |
| 18     | 睦洲↔莲溪                 | ￥3      | 一日四班  | 睦洲：6：00—17：00 (珠海)莲溪：6：45—17：45                | 新福利第二条搭渡轮过江路线，新福利首條跨市路線。 |
| 18A    | 睦洲↔龙泉                 | ￥2      | 一日五班  | 睦洲：6：00—19：25 龙泉：8：00—19：00                      | 睦洲尾班车回金沙                                 |
| 专线   | 旧车站↔新车站             | ￥1.5    | 20-30分钟 | 旧车站：5：45—22：30 新车站：6：05—22：45                  |                                                  |

## 其它巴士路線
- 因大鳌渡輪受暴雨影響，巴士路線無法過渡，只能在大鳌島內行駛。
- 江門城區的中國移動至新會的包車服務。

## 重大意外
- 2007年9月25日，一輛5號巴士行經城北路与惠民西路交接处转弯时，将一名骑单车的中年女子撞倒，倒地后其双脚及头部被巴士压爆，脑浆溅地，当场死亡。[2]
- 2009年2月11日，一輛5號巴士駛至河南小学旧址时，后轴突然断裂，导致左后轮飞脱，巴士随即向下坠并拖行十多米后才停下，车身玻璃窗碎裂，現場路面碎片遍地，当时车上仅有四、五名乘客，事件中无人受伤。[3]

## 外部連結
- 新福利集團
- 新会汽车总站官网（新会公汽官网） （页面存档备份，存于）
- 江汽运集團 （页面存档备份，存于）